# Migræne
Migræne (via fransk migraine og latin hemicrania  fra oldgræsk ἡμικρανία, hemikranía, af ἡμι- hemi- halvt og κρανίον kranion kranium)  er en neurologisk sygdom, der kendetegnes ved periodisk tilbagevendende anfald af kraftig ensidig pulserende hovedpine.
Et anfald kan fremkaldes af mange forskellige påvirkninger. Mange kvinder oplever migræneanfald omkring menstruationen. Andre finder, at der er en sammenhæng mellem visse fødevarer (f.eks. ost, kaffe og rødvin) og migræne.[kilde mangler] De biogene aminer tyramin og phenylethylamin kan udløse anfald hos dem, der er disponerede, mens andre ikke reagerer på disse to stoffer. Stress, skarpt lys og vejrskift anses også som mulige påvirkere.[kilde mangler]
Der er tale om en meget udbredt sygdom, der rammer 12-28 % af befolkning på et tidspunkt i livet. Studier viser, at udbredelsen af migræne rammer 6-15 % af voksne mænd og 14-35 % af voksne kvinder. Ydermere konstateres det, at 4-5 % af børn under 12 år lider af migræne.

## Klassifikation
Migræne ledsages af forskellige symptomer så som kvalme, opkastninger, lysfølsomhed, lydfølsomhed, duftfølsomhed, tale- og synsforstyrrelser. Desuden kan afkræftelse af kroppen forekomme. Sygdommen typologiseres efter symptomerne.
Hovedtyperne er migræne med og uden aura, hvor aura betegner en forudfornemnelse for, at et anfald er under optræk.
- Migræne uden aura (almindelig migræne) varer som regel 4 – 72 timer, hvis anfaldet ikke behandles. Smerterne er oftest moderate til stærke. De bliver værre, hvis man bevæger sig, f.eks. går op ad en trappe. Ofte følges hovedpinen af kvalme og/eller opkastninger, og patienten kan være ekstra følsom overfor lys, lyd eller dufte.

- Migræne med aura (klassisk migræne) forvarsles ½ – 1 time inden hovedpinen begynder af forskellige former for syns-, føle- eller taleforstyrrelser, men forvarslet kan også have andre former. Auraen forsvinder helt igen efter ½ – 1 time. Hovedpinen og følgesymptomerne er som for migræne uden aura.

- - Hemiplegisk migrænes aura er forbundet med halvsidig afkræftelse eller ligefrem lammelse af kroppen. Den forekommer som: 
    - FHM = Familiær Hemiplegisk Migræne, hvor sygdommen ligger i en families gener. 
    - SHM = Sporadisk Hemiplegisk Migræne, hvor kun et enkelt individ rammes[7].

- - Basilaris-migræne rammer hovedsageligt børn og unge. Navnet skyldes, at basilaris-migrænens symptomer: uklar tale, svimmelhed, kvalme, opkastning og sågar kortvarig bevidstløshed, er relateret til den del af hjernen, der forsynes med blod af pulsåren Arteria Basilaris. Sygdommen forkortes på engelsk BAM = Basilar Artery Migraine[8].

The International Headache Society udgiver en detaljeret klassifikation af hovedpine, herunder migræne.

## Migrænemedicin
Non-farmakologisk:
Der foretages en registrering af anfald og provokerende faktorer, herunder med også registrering af medicin forbrug. Sidstnævnte sker dels men henblik medicin overforbrug. Desuden er patient edukation i migræne ofte anvendt. Dette for at patienten anerkender tilstanden og som psykologisk behandling.
Farmakologisk behandling:
Som del i den farmakologiske behandling kan der gives en anfaldsbehandling og en forebyggende (profylaktisk) behandling.
Anfaldsbehandlingen beror mindske de symptomer, der måtte opstå i forbindelse med et migræne anfald. Den profylaktiske behandling gives typiske ved svært invaliderende tilfælde eller anfald, der ikke responderer tilfredsstillende på behandlingen.

Et studie fra 2017, som har både CGRP og receptoren for CGRP som mål i en ny migrænemedicin, bestående af monoklonale antistoffer, har vist lovende resultater i behandlingen af visse former for migræne.

## Ekstern henvisning
- Videnskab.dk om migræne
- FDA just approved the first drug to prevent migraines. Here’s the story of its discovery—and its limitations. Sciencemag.org 2018